# Xanthorhoe greeni
Xanthorhoe greeni är en fjärilsart som beskrevs av Louis Beethoven Prout 1939. Xanthorhoe greeni ingår i släktet Xanthorhoe och familjen mätare. Inga underarter finns listade i Catalogue of Life.